# 江孔殷
江孔殷（1864年—1952年），原名江鎬，字少泉、韶選，號霞，別號霞公，乳名阿杲，齋名百二蘭齋，人稱江蝦，籍貫廣東南海（現廣州）。由於江氏是晚清最後一屆科舉進士，曾入翰林院，故又被稱為江太史或太史公。:2-5
江氏在辛亥革命前後一度為廣州之重要政治人物。民國建立後退出政壇。
江氏亦為著名美食家，曾有「百粤美食第一人」之美譽。其廣州大宅位於河南同德里，稱為「太史第」，經常食客滿座。不少民國初年廣州軍政要人都是其常客。太史第更另外在廣州市郊自設農場生產花果荔枝等等。江太史家中食譜有「太史菜譜」之稱，其中以蛇宴最為聞名，現在亦以太史五蛇羹最廣為流傳。其他菜色尚有太史雞、太史豆腐等等。

## 生平

### 早年
江孔殷祖上為茶葉富商。少年入万木草堂，师从康有为。1895年参与公车上书。以文才称，与刘学询、蔡乃煌、钟荣光并称清末广东文坛“四大金刚”。1904年江孔殷在晚清最後一屆科舉殿試獲二甲進士，選館入翰林院，任庶吉士，成為翰林。後外放為廣東道台，候補廣東水師提督，兼任兩廣清鄉督辦，為廣州之重要政治人物。
黃花崗起義後眾死難者無處安葬，据《潘达微自述》（碑文今存广州黄花岗公园）提到：当他商请各善堂的董事提供坟地时，各善董均有难色，“盖怵于威（指害怕清廷政权的淫威），恐事泄株累也。余不得已，遂以电话达此意于江孔殷太史，求太史一助力。太史遂转告善董，谓此事可力任，纵有不测，彼可负全责。各善董得太史电，乃允余请，余遂去。”又据海外的辛亥革命史料，1911年辛亥革命，广东宣布独立时，清廷两广总督张鸣岐、水师提督李準均心存观望，经江孔殷等人晓以利害，最后也被逼表态支持，与清廷政权脱离关系。

### 革命後
辛亥革命後，江孔殷雖甚有人望，但決意退出政壇。民國建立後，任英美煙草公司經理，獲利頗豐，于广州郊区，番禺縣境內罗岗洞租得官荒地一千余亩创办「江兰斋农场」和蜂场，改良水果品种、引进国外良种蜜蜂，得罗岗橙、黑荔枝及黄金蜂蜜等良种，至今享誉于世。并兴办南岗至罗岗圩的小轨铁路、兴修水利，耗尽资财。

### 戰後
抗日戰爭時，江拒绝回粤出任广东维持会长。抗戰時江家避居香港，香港淪陷後日本總督磯谷廉介亦慕名要江之家廚為其效力。戰後回廣州。1951年佛诞日农历四月初八，于广州六榕寺失足，由是瘫痪，入荔湾区黎铎医院。是年广东土改，南海农民追索“逃亡地主”，至医院强行以箩筐抬返乡里，準備對其進行批鬥，江瞑目不语，一度绝食，四十一日而终。

## 家庭
江孔殷共娶15房妻子，進入江家族譜的只有12房。兒孫多人，多散居海外。
其女江畹徵，擅长花卉，得宋人法，工笔赋色，淡逸清华。画不轻为人作，故不多见。江孔殷曾延請廣東國畫研究會畫家李鳳公（1874－1967）至其家授畫，其時冼玉清亦在其家掌書記。冼氏與畹徵同為鳳公入室弟子也。1928年所登記之國畫研究會181名會員一覽表中，江畹徵為其中之一員。江畹徵其名不见于谢文勇之《广东画人录》。
其子江譽鏐，著名粵劇劇作家，即南海十三郎者。江譽鏐分別是江端儀和江獻珠的叔父。
孫女江端儀是五十年代粵語電影女星梅綺；孫女江獻珠為香港飲食界名人，曾將江譽鏐的事跡著成《蘭齋舊事與南海十三郎》，並出版多種關於粵菜的食譜及著作。
灣仔敏如茶室亦是江氏後人開設。

## 相關媒體
- 舞台劇《南海十三郎》首演版、電影《南海十三郎》，由周志輝飾演
- 舞台劇《南海十三郎》重演版，由丁家湘飾演
- 電視劇《南海十三郎》，由董驃飾演

## 外部連結
- 王美怡：《岭南故居》系列之五——太史第